# Bruno Thiry
Bruno Thiry (Sankt Vith, 8 oktober 1962) is een Belgisch voormalig rallyrijder. Hij is voor verschillende fabrieksteams actief geweest in het wereldkampioenschap rally, waarin hij een aantal podium resultaten boekte. Zijn grootste succes kwam er met het winnen van de titel in het Europees kampioenschap in 2003.

## Carrière

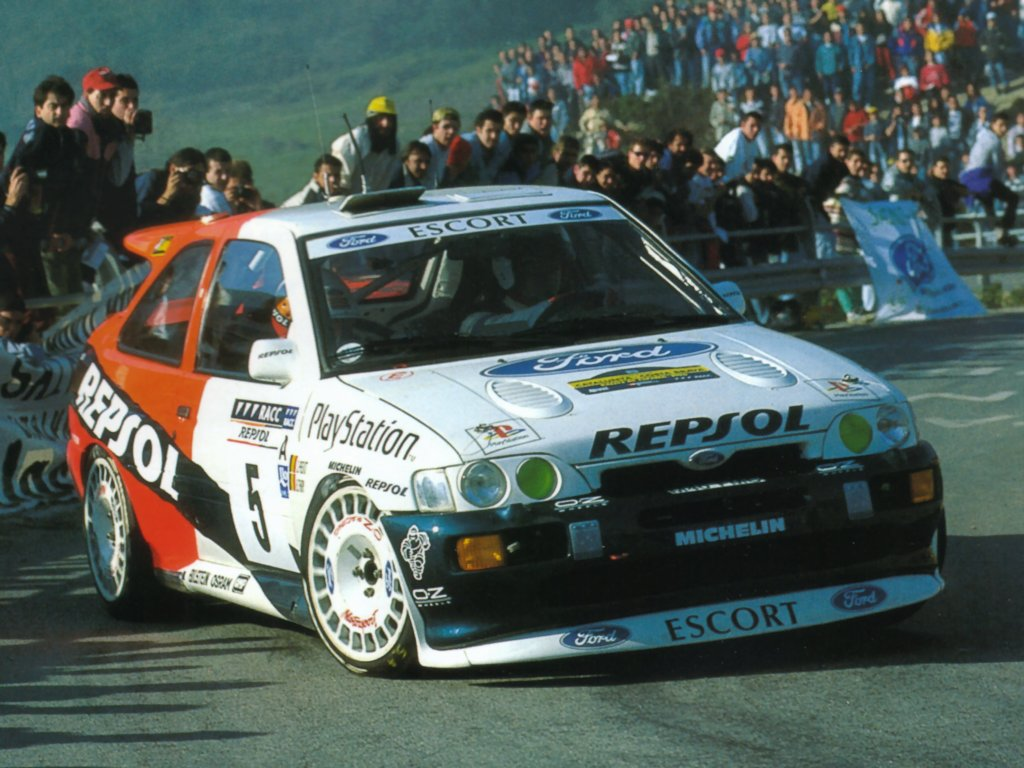
Thiry actief voor Ford tijdens de Rally van Catalonië in 1996

Bruno Thiry maakte in 1981 zijn debuut in de rallysport, achter het stuur van een Simca Rallye. In de jaren negentig maakte hij zijn doorbraak pas mee, actief als rijder van de Belgische Opel-importeur met een Formule 2 Opel Astra GSI 16V. Thiry dwong met deze auto onder meer enkele top tien resultaten af in het wereldkampioenschap rally. Wat volgde was een fabriekscontract bij Ford in het seizoen 1994, op dat moment actief met de Ford Escort RS Cosworth. Tijdens de WK-ronde van Corsica in 1995 lag Thiry op koers om de wedstrijd te winnen, toen hij in leidende positie op de slotdag zijn auto met een technisch probleem echter aan de kant moest zetten en uitviel. Na een tussenjaar in 1997 keerde hij voor het seizoen 1998 terug bij Ford, inmiddels rijdend met de Ford Escort WRC. Het seizoen verliep teleurstellend voor Thiry; een blessure ontnam hem eerst van enkele deelnames en het restant werd grotendeels getekend door materiële pech. Hij sloot zijn seizoen enigszins met een troost af door als derde te eindigen in Groot-Brittannië.
Hierna stapte Thiry in bij Subaru, maar hij zou het team voortijdig in het seizoen alweer verlaten. Later dat jaar keerde hij tijdens de slotronde van het kampioenschap in Groot-Brittannië terug in het WK als fabrieksrijder bij Škoda. Hij eindigde de rally als vierde algemeen, wat tot dan toe Škoda's beste resultaat in een WK-rally was. Dit verzekerde hem echter niet van een zitje bij het team voor het daaropvolgende seizoen, maar deze kwam uiteindelijk wel in 2001, die Thiry voor hen een volledig programma zag afwerken. De Škoda Octavia WRC was echter doorgaans een auto uit de achterhoede, waardoor grote resultaten uitbleven en er door Thiry ook geen punten werden gescoord. In het seizoen 2002 reed hij in het WK als privé-rijder met een Peugeot 206 WRC, en greep daarmee naar zijn beste resultaat in Duitsland, waar hij als vijfde over de streep kwam. Na dit jaar beëindigde hij zijn carrière in het WK rally.
Nog steeds met de 206 WRC, boekte Thiry vervolgens groot succes in het Europees kampioenschap in 2003. Thiry won dat jaar vijf rally's die deel uitmaakten van de kalender, waaronder die van Ieper (waar hij in 2002 ook al won), en versloeg uiteindelijk concurrent Miguel Campos in eenzelfde auto om de titel. In 2004 kon Thiry zijn titel niet verdedigen, maar eindigde dit keer met een Citroën C2 S1600 als derde in het kampioenschap. Hierna beëindigde Thiry zijn actieve carrière als rallyrijder, maar is sindsdien nog sporadisch te zien als deelnemer aan (historische) rally's. Gedurende zijn loopbaan was Stéphane Prévot lange tijd zijn vaste navigator.

## Complete resultaten in het wereldkampioenschap rally

### Overzicht van deelnames
| Seizoen | Inschrijving               | Auto                    | 1      | 2      | 3      | 4      | 5      | 6      | 7      | 8      | 9      | 10     | 11     | 12     | 13    | 14     | Pos. | Punten |
| ------- | -------------------------- | ----------------------- | ------ | ------ | ------ | ------ | ------ | ------ | ------ | ------ | ------ | ------ | ------ | ------ | ----- | ------ | ---- | ------ |
| 1989    | Bruno Thiry                | Audi 90 quattro         | ZWE    | MON    | POR    | KEN    | FRA    | GRI 13 | NZL    | ARG    | FIN    | AUS    | ITA    | IVK    | GBR   |        | -    | 0      |
| 1991    | Opel Team Belgium          | Opel Kadett GSI 16V     | MON    | ZWE    | POR    | KEN    | FRA    | GRI    | NZL    | ARG    | FIN NF | AUS    | ITA 12 | IVK    | SPA   | GBR    | -    | 0      |
| 1992    | Bruno Thiry                | Opel Calibra 16V        | MON    | ZWE    | POR    | KEN    | FRA NF | GRI    | NZL    | ARG    | FIN    | AUS    |        |        |       |        | 17   | 17     |
| 1992    | Opel Team Belgium          | Opel Calibra 16V        |        |        |        |        |        |        |        |        |        |        | ITA 9  | SPA    |       |        | 17   | 17     |
| 1992    | Opel Team Belgium          | Opel Kadett GSI 16V     |        |        |        |        |        |        |        |        |        |        |        | IVK 2  | GBR   |        | 17   | 17     |
| 1993    | Opel Team Belgium          | Opel Astra GSI 16V      | MON 8  | ZWE    | POR 10 | KEN    | FRA NF | GRI NF | ARG    | NZL    | FIN 18 | AUS    | ITA 5  | SPA 7  | GBR   |        | 17   | 16     |
| 1994    | Ford Motor Co Ltd.         | Ford Escort RS Cosworth | MON 6  | ZWE    | POR NF | KEN    | FRA 6  | GRI    | ARG 4  | NZL    | FIN NF | AUS    | ITA 4  | SPA    | GBR 3 |        | 5    | 44     |
| 1995    | R.A.S. Ford                | Ford Escort RS Cosworth | MON 5  | ZWE 6  | POR 6  | KEN    | FRA NF | GRI    | NZL NF | ARG    | FIN    | AUS 6  | ITA    | SPA NF | GBR 5 |        | 6    | 34     |
| 1996    | Ford Motor Co Ltd.         | Ford Escort RS Cosworth | MON    | ZWE    | POR    | KEN    | IDN    | FRA    | GRI 6  | NZL    | ARG 5  | FIN 11 | AUS 6  | ITA 3  | SPA 3 | GBR    | 6    | 44     |
| 1997    | Seat Sport                 | Seat Ibiza GTI 16V      | MON    | ZWE    | KEN    | POR    | SPA NF | FRA    | ARG    | GRI    | NZL    | FIN    | IDN    | ITA    | AUS   |        | -    | 0      |
| 1997    | Gazprom Rally Team         | Ford Escort WRC         |        |        |        |        |        |        |        |        |        |        |        |        |       | GBR NF | -    | 0      |
| 1998    | Ford Motor Co Ltd.         | Ford Escort WRC         | MON 6  | ZWE 8  | KEN    | POR    | SPA NF | FRA 5  | ARG NF | GRI NF | NZL NF | FIN 10 | ITA 6  | AUS 7  | GBR 3 |        | 9    | 8      |
| 1999    | Subaru World Rally Team    | Subaru Impreza WRC99    | MON 5  | ZWE 10 | KEN NF | POR 6  | SPA 7  | FRA NF | ARG    | GRI    | NZL    | FIN    | CHN    | ITA    | AUS   |        | 14   | 6      |
| 1999    | Škoda Motorsport           | Škoda Octavia WRC       |        |        |        |        |        |        |        |        |        |        |        |        |       | GBR 4  | 14   | 6      |
| 2000    | H.F. Grifone               | Toyota Corolla WRC      | MON 5  | ZWE    | KEN    | POR    | SPA    | ARG    | GRI    | NZL    | FIN    | CYP    | FRA    | ITA    | AUS   | GBR    | 17   | 2      |
| 2001    | Škoda Motorsport           | Škoda Octavia WRC Evo 2 | MON 8  | ZWE 10 | POR NF | SPA 10 | ARG NF | CYP 8  | GRI 10 | KEN NF | FIN 18 | NZL    | ITA 13 | FRA NF | AUS   | GBR 8  | -    | 0      |
| 2002    | Bruno Thiry                | Peugeot 206 WRC         | MON 11 | ZWE    | FRA NF |        |        |        |        |        |        |        |        |        |       |        | 15   | 2      |
| 2002    | Peugeot Bastos Racing Team | Peugeot 206 WRC         |        |        |        | SPA NF | CYP NF | ARG    | GRI 12 | KEN    | FIN    | DUI 5  | ITA 13 | NZL    | AUS   | GBR    | 15   | 2      |

## Internationale overwinningen
| Jaar | Rally                                  | Navigator        | Auto                  |
| ---- | -------------------------------------- | ---------------- | --------------------- |
| 1999 | 40º Rali Vinho da Madeira              | Stéphane Prévot  | Subaru Impreza WRC98  |
| 2000 | 31st Rally Albena                      | Stéphane Prévot  | Citroën Xsara Kit Car |
| 2002 | 38th Belgium Ypres Westhoek Rally      | Stéphane Prévot  | Peugeot 206 WRC       |
| 2003 | 32nd Tofas Rally Turkey                | Jean-Marc Fortin | Peugeot 206 WRC       |
| 2003 | 34th Rally Bulgaria                    | Jean-Marc Fortin | Peugeot 206 WRC       |
| 2003 | 39th Belgium Ypres Westhoek Rally      | Jean-Marc Fortin | Peugeot 206 WRC       |
| 2003 | 28th Elpa Rally                        | Jean-Marc Fortin | Peugeot 206 WRC       |
| 2003 | 38ème Rallye d'Antibes - Rallye d'Azur | Jean-Marc Fortin | Peugeot 206 WRC       |